# Athanasios Kambylis
Athanasios Kambylis (griechisch Αθανάσιος Καμπύλης; * 9. Januar 1928 in Trikala; † 20. September 2021) war ein griechischer Byzantinist, Klassischer Philologe und Neogräzist sowie Hochschullehrer.

## Leben
Athanasios Kambylis wurde 1960 an der Universität Kiel mit der Dissertation Die Dichterweihe und ihre Symbolik zum Dr. phil. promoviert und arbeitete anschließend als Dozent für Byzantinische und Neugriechische Philologie an der Universität Hamburg. Nach seiner Habilitation 1969 wurde er dort 1971 zum Wissenschaftlichen Rat und Professor ernannt. 1976 erhielt Kambylis einen Ruf an die Universität Athen und 1978 an die Freie Universität Berlin. Bis zu seiner Emeritierung 1993 war er ab 1978 jedoch Wissenschaftlicher Rat und Professor, dann ordentlicher Professor für Byzantinische und Neugriechische Philologie und Lehrstuhlinhaber am Institut für Griechische und Lateinische Philologie der Universität Hamburg und gleichzeitig Vorsitzender der Arbeitsgemeinschaft deutscher Byzantinisten. Ab 1981 war Kambylis Vizepräsident der Association Internationale des Études Byzantines, ab 1983 ordentliches Mitglied der Joachim-Jungius-Gesellschaft der Wissenschaften in Hamburg und korrespondierendes (ab 1996 ordentliches) Mitglied der Akademie von Athen. Die Universität Thessaloniki verlieh ihm 2004 die Ehrendoktorwürde. 2006 wurde Kambylis Seniormitglied der Akademie der Wissenschaften in Hamburg, die aus der Joachim-Jungius-Gesellschaft hervorgegangen war.
Kambylis beschäftigte sich mit der griechischen Literatur von der Antike bis zur Gegenwart. Seine Forschungsschwerpunkte waren die Schriften von Pindar, Michael Psellos und Eustathios von Thessalonike sowie von Symeon dem Neuen Theologen.
Seine letzte Ruhestätte fand Kambylis auf dem Hamburger Friedhof Wohldorf.

## Veröffentlichungen (Auswahl)
- Graeca – Byzantina – Neograeca. Schriften zur griechischen Sprache und Literatur. Herausgegeben von Foteini Kolovou und Günter Prinzing (= Supplementa Byzantina Texte und Untersuchungen 11). de Gruyter, Berlin / Boston 2020, ISBN 978-3-11-063328-3 (gesammelte kleine Schriften).